# Serams

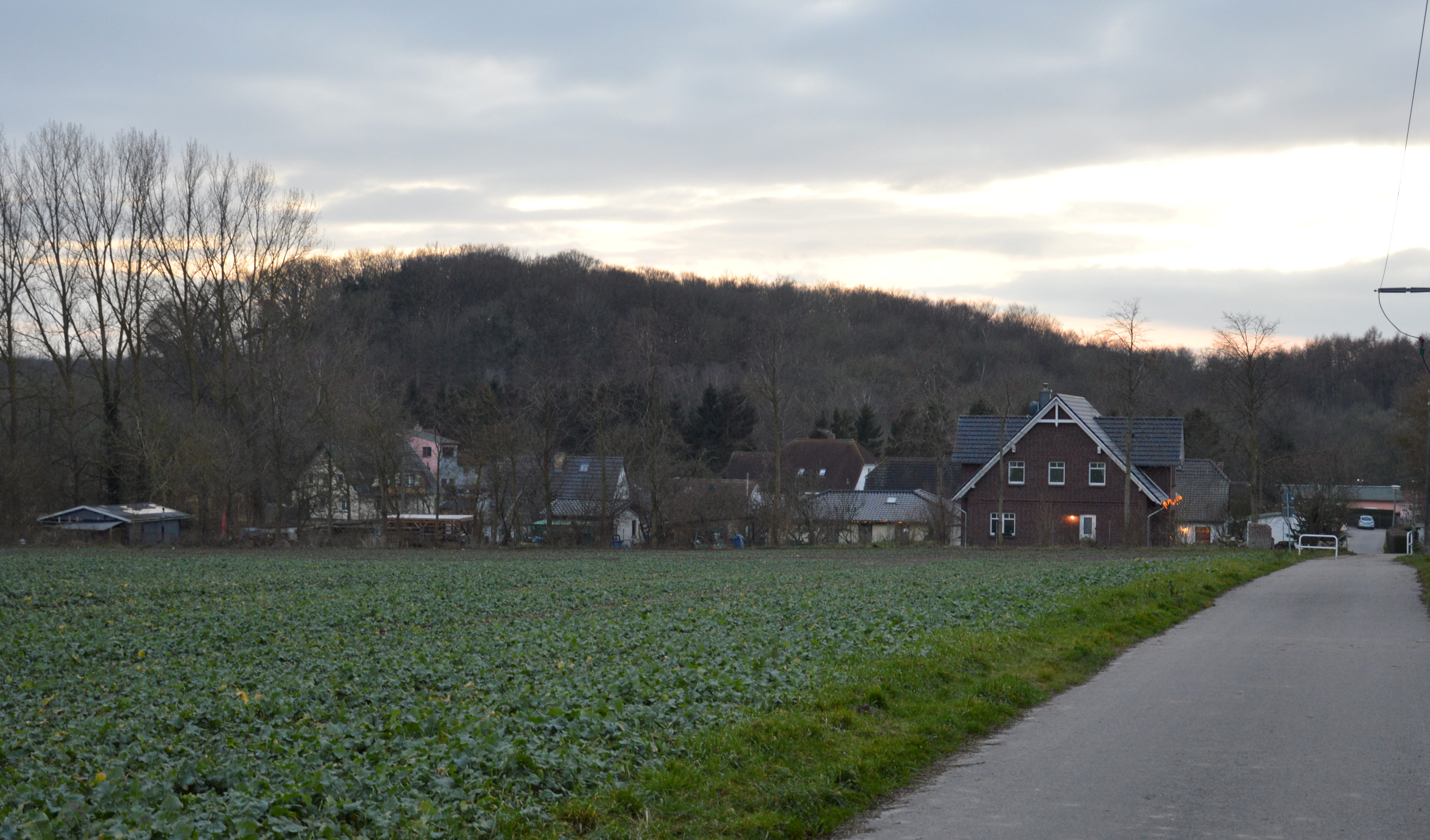
Blick auf Serams aus nordöstlicher Richtung, 2017

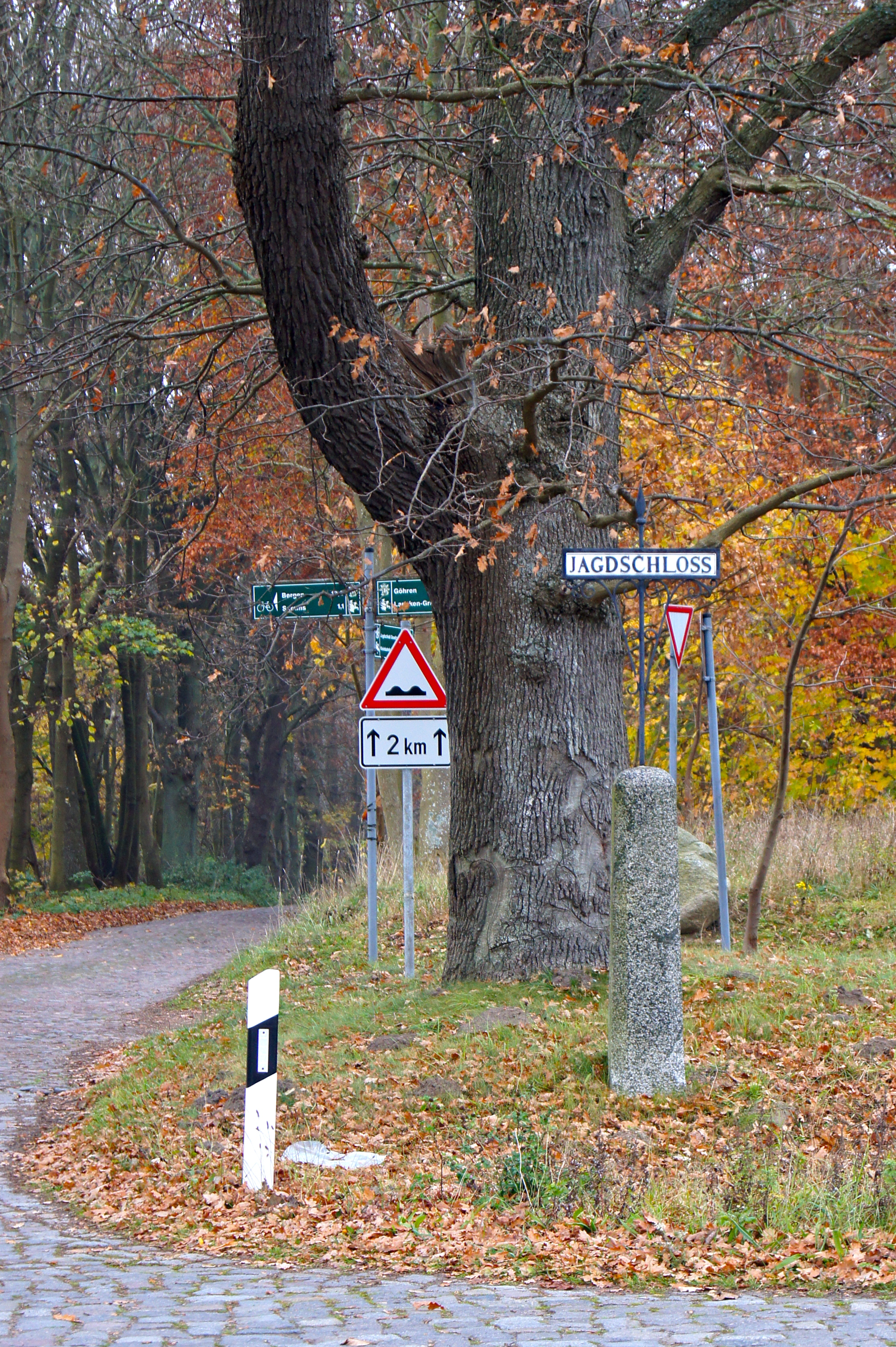
Zum Jagdschloss Granitz weisender Wegweiser bei Serams.

Serams ist ein zur Gemeinde Zirkow auf Rügen gehörender Ortsteil mit etwa 70 Einwohnern.
Das Dorf liegt im südöstlichen Teil des Gemeindegebiets. Nordöstlich liegt das bekannte Ostseebad Binz, nordwestlich der Ortsteil Pantow, östlich das bekannte Jagdschloss Granitz. Nördlich der Ortslage befindet sich der Schmachter See. Am westlichen Rand des Orts verläuft die Bundesstraße 196, südlich die nach Binz führende L 29. An der Bundesstraße befindet sich ein Busbahnhof. Nördlich von Serams verläuft die Rügensche Kleinbahn, auf welcher die Linie RB 32 Rasender Roland verkehrt. In Serams besteht ein Haltepunkt.
Zudem ist Serams durch die Buslinie 20 (Bergen auf Rügen – Serams – Göhren (Rügen)) der Verkehrsgesellschaft Vorpommern-Rügen erschlossen.
Als Baudenkmal ist im Ort das in der Zeit um 1900 errichtete Gutshaus Serams eingetragen. In der Umgebung liegen drei prähistorische Großsteingräber. Nordöstlich am Radweg nach Binz befindet sich der Findling Großer Stein von Serams. Im Ort bestehen diverse Ferienwohnungen und ein Gastronomiebetrieb.

## Persönlichkeiten
In Serams wurde der Theologe und Autor Karl Hermann Pahncke (1850–1912) geboren.